# Palestra de Delfos
La palestra de Delfos formaba parte del gimnasio del santuario de Delfos, en Grecia.  Este gimnasio, fechado en la segunda mitad del siglo IV a. C., es el más antiguo que se conserva en el mundo griego.Se construyó sobre dos terrazas en dos niveles distintos, ubicándose la palestra y los baños en la inferior. Los frecuentes terremotos y corrimientos de tierras en la zona produjeron daños que fueron mayores en la palestra que en el resto del área del gimnasio.

## Descripción
La palestra de Delfos, de pequeñas dimensiones, tenía una superficie total de treinta y dos metros cuadrados. El patio central ocupaba catorce metros cuadrados y estaba rodeado por un peristilo de orden jónico, construido en piedra caliza azul. El muro oriental se correspondía con el muro de contención de la terraza superior. Hacia los lados norte y oeste del patio se abrían diversas estancias. En el norte se ubicaban tres habitaciones similares de 8 por 5.80 metros. La central tenía frente a ella dos columnas in antis (es decir, entre dos tramos de muro) y estaba dividida por un tabique perforado por una puerta. A lo largo del lado oeste del edificio se disponían también otras tres salas. La más grande, situada en la esquina noroeste, medía 11 por 6.80 metros. Al sur se situaban otras dos habitaciones de 7 por 10.70 metros y 11.50 por 10.70 metros, respectivamente.
El uso de la mayor parte de estas estancias no ha podido ser determinado. Se han encontrado diversas inscripciones que indican que entre estos recintos había un apodyterium o vestuario, y dos sphairisteria (salas o patios abiertos para el juego de la pelota). Las otras habitaciones habrían incluido con seguridad un elaiothesion o almacén de aceite, y un konisterion o cuarto para la aplicación de polvos, puesto que el polvo y el aceite eran elementos esenciales en la disciplina atlética.
La palestra propiamente dicha no incluía ninguna estancia destinada al baño, puesto que se construyó un recinto de baños públicos a poca distancia al norte. A este lugar se llegaba siguiendo la terraza donde estaba ubicada la palestra, a través de un corredor situado en el lado norte de la misma. El lutron o pieza destinada al baño tenía once surtidores con forma de cabeza de animal, por los cuales el agua fluía desde un manantial cercano y se recogía en diez pilones. El complejo también poseía una gran piscina de inmersión de 9.70 metros de diámetro y 1.90 metros de profundidad.